# Stephen Zimmerman
Stephen Eric Zimmerman Jr. (nascido em 9 de setembro de 1996) é um jogador norte-americano de basquete profissional que atualmente joga pelo Los Angeles Lakers, disputando a National Basketball Association (NBA). Foi selecionado pelo Orlando Magic na segunda rodada do draft da NBA em 2016.